# 帆船調
帆船調(Galera)是一種現代的佛朗明哥曲式，由歌手"El Lebrijano"創造，收錄在 1979 年專輯 "Persecución" 裡面。

## 起源
西班牙從 1970 年代開始，獨裁者佛朗哥將軍健康狀況不佳，開始放鬆對西班牙的控制，在 1969 年任命前任國王的王子胡安·卡洛斯一世為自己的繼承人。佛朗明哥歌手也開始嘗試創新，試圖從前輩 El Caracol 等人的曲式外，創造出新的佛朗明哥音樂。
"El Lebrijano" 用了西班牙古典文學名著堂吉诃德裡面一章的場景，寫成歌詞，描述吉普賽人因為西班牙國王菲利普二世在1560簽下的反吉普賽法令，導致被逮捕並且送上帆船當奴隸的悲苦。

## 入舞
女舞者 Adela Campallo 在 2011 年的黑雷斯佛朗明哥藝術節表演的節目"Horizonte"中，有一整段配 Galera 跳舞。

## 引用
1. ↑  Michael Meert. .   [2012-01-23]. （原始内容存档于2010年7月18日）.
2. ↑  Miguel de Cervantes. .   [2012-01-24]. （原始内容存档于2016-03-04）.
3. ↑  .   [2012-01-24]. （原始内容存档于2012-02-03）.
4. ↑  Bernard  Leblon. . University of Hertfordshire Press.   [2012-01-24].
5. ↑  Silvia Calado. . flamenco-world.com.   [2012-01-24]. （原始内容存档于2011-03-15）.